# Ladenbergia riveroana
Ladenbergia riveroana là một loài thực vật có hoa trong họ Thiến thảo. Loài này được (Wedd.) Standl. mô tả khoa học đầu tiên năm 1931.